# ハクキンカイロ (企業)
ハクキンカイロ株式会社（Hakkin Warmers Co.,Ltd.　もしくはHakukin Corporation.）は、大阪府大阪市西区に本社を置く懐炉や医療健康関連製品などの製品を製造販売する企業である。
1923年（大正12年）創業。

## 会社概要
創業から今日まで1世紀にわたって発売され続ける「ハクキンカイロ」の発売元としてその名を広く知られる。またその技術力の高さ（後述）から、海外へも広く輸出されており、フタに開けられた孔雀の型の通気孔のカタチから「Peacock Pocket Warmer」の名で販売されている。
その他にも、「プラチナ絹」なる人体の関節用ウォーマーも製造販売している。
「ハクキンカイロ」は注油したベンジンを、プラチナ(白金)触媒で「触媒燃焼」させる事で発熱保温させる原理であるため、クリーンな発熱システムと省エネルギー・再利用ができ、エコの観点から注目されている。
また、使い捨てカイロの13倍の熱量を発生するので、雪山登山やウインタースポーツに適している。
近年では上記の観点とレトロブームにより、そして最近では『ゆるキャン△』で本品が取り上げられたのがきっかけで使い捨てカイロしか知らなかった若年層による愛用者が徐々に増加しつつある。

## ハクキンカイロの歴史
大正末期、創業者の的場仁市がイギリスのプラチナ触媒式ライターを参考に、プラチナの触媒作用を利用して気化したベンジンをゆっくりと酸化発熱させる懐炉を独自に発明し、1923年(大正12年)に「ハクキンカイロ（白金懐炉）」の商品名で発売した。富裕層向けのカイロ(当時の庶民は桐灰カイロが主流であった)や、北支・満州など寒冷地帯に駐留する兵士の慰問品、南極観測隊の常備品などとして広くその名が知られた。
ハクキンカイロの発熱作用は燃焼とは異なる為、原理上は揮発油を用いる内燃機関の予熱にも利用ができる。実際に戦前に満州に駐留する日本陸軍が使用していた国産軍用トラックは、零下30度にも達する冬の朝はオイルパンの下に練炭コンロを置き、キャブレターにハクキンカイロを括り付けてエンジンの予熱を行う必要があった。一方で、同時期のフォードやシボレーのトラックはそのような作業を行わなくても始動が出来たともいわれる。このような背景もあり、第二次世界大戦中ハクキンカイロ社は戦闘機のエンジンの予熱機材、つまりは特大のハクキンカイロの製造にも注力した。
水冷エンジンの冷却水経路を電熱器で予熱するブロックヒーターがカナダで発明されるのは1940年(昭和15年)、一般に市販されるようになるのは1949年(昭和29年)になってからであり、このような電気製品の登場までは、カナダでは空冷の星型エンジンを極寒の環境で始動する為には、着陸後に毎度エンジンオイルをブローポットと呼ばれる灯油コンロ付きのバケツに抜いてエンジン始動前に加熱する必要があり、自動車(フォード・モデルA (1927-31年))でもオイルを抜いて夜間は暖炉の利いた室内へ保管する、始動前には暖炉の焼けた石炭をエンジンの下に敷く、インテークマニホールドに熱湯を掛けるなどの作業が必須という状況で、極寒の地域ではどこもエンジンの冷間始動対策には苦慮していた中で、ハクキンカイロは冬季装備の軍需品としての価値を認められていたのである。そのため物資統制下で、ハクキンカイロは「国民の健康維持に不可欠な保健用品」として当局より製造継続を許可され、本体材質を真鍮からステンレスに切り替え、敗戦直前の大阪大空襲による工場全焼まで製造された。
戦後は1950年代より国外輸出も開始。1964年(昭和39年)には第18回夏季オリンピック東京大会の聖火リレーにて、聖火のトーチの炎が消えた場合のバックアップとして、特製のハクキンカイロが用意されていた。この他に、1985年夏季ユニバーシアード（神戸大会）・1998年長野オリンピックでも聖火の輸送で使用されている。
なお、ハクキンカイロの原理を応用した製品は、現在では火災報知器の動作確認用機材がある。

## 沿革
- 1923年（大正12年） - 創業者・的場仁市がハクキンカイロの製造目的として、大阪市内に「矢満登商会」[9]を創業。
- 1949年（昭和24年） - 「株式会社矢満登商会」を設立[10]。
- 1951年（昭和26年） - 的場恭三が二代目社長に就任[11]。
- 1963年（昭和38年） - 「ハクキンカイロ株式会社」に商号を変更。
- 1983年（昭和58年） - 的場恒夫が三代目社長に就任。現在に至る[11]。
- 1988年（昭和63年） - CI導入と同時に商号を「株式会社ハクキン」に変更[11]。
- 2006年（平成18年） - 商号を「ハクキンカイロ株式会社」に戻す。同時に本社を現在地に移転。
- 2023年（令和5年） - 4月10日、創業100周年を迎える。

## 主な製品

### ハクキンカイロ

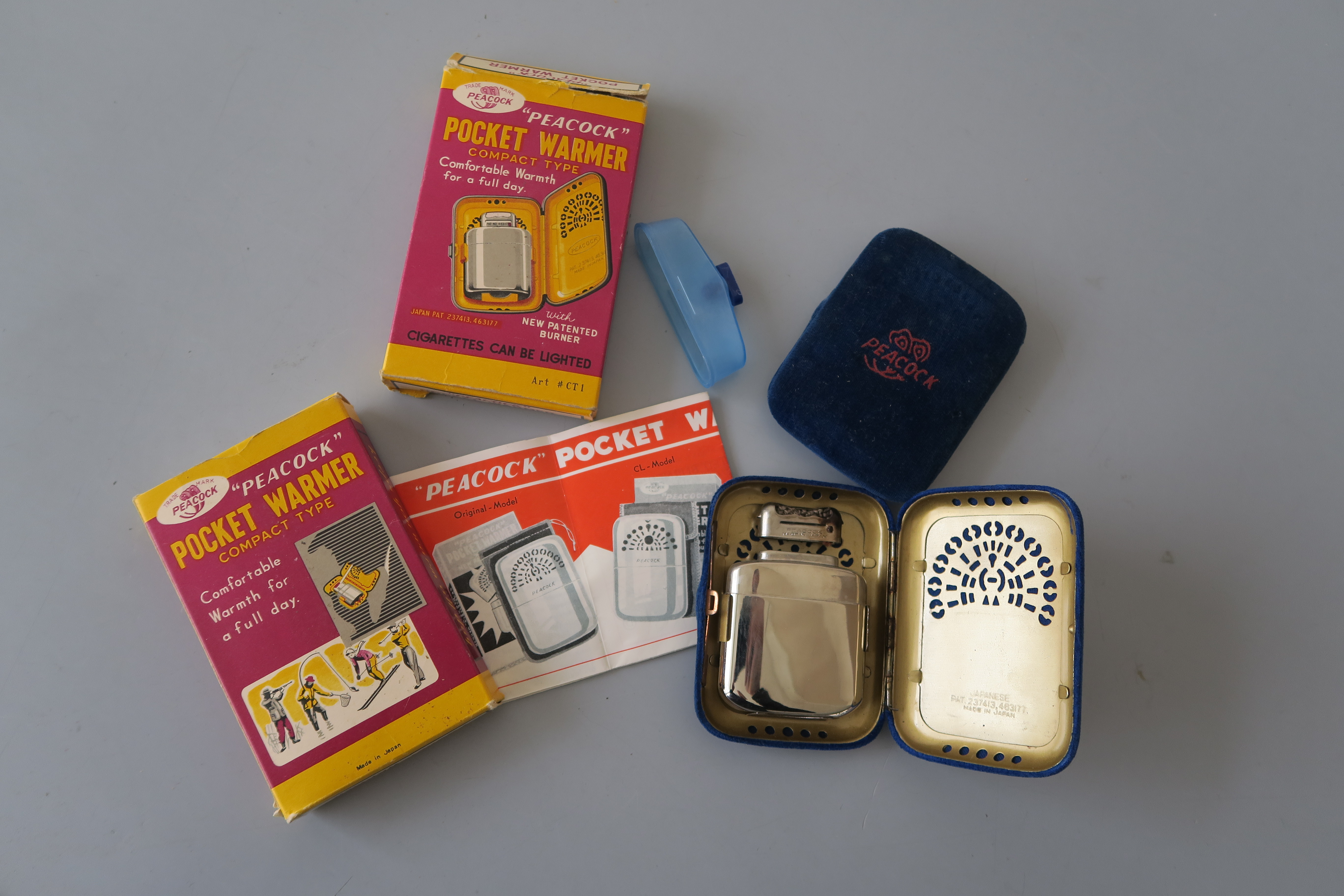
海外向けの古いPEACOCK Pocket wamer Compact type

2025年2月現在、販売されている現行機種は「STANDARD」「mini」「PEACOCK GIANT」の3機種である。
2014年の価格改定以来、本体価格が据え置きであったが新型コロナウイルスの影響と原材料の高騰により、2021年9月よりカイロ本体、火口などの本体価格が値上げが行われ、2023年9月にも再度値上げが行われ、改定された。
- ハクキンカイロSTANDARD（3R、PEACOCK）／現行機種
  - スタンダードタイプ。ポケットティッシュ大。1997年に「ハクキンカイロ3R」として発売。付属の袋はマジックテープ留めのフリース製だった。カップ2杯の燃料で約24時間持続。2005年秋から#Sと同仕様の厳寒地用高温タイプに統合。
  - 2006年秋、パッケージを一新し付属の袋が巾着袋タイプの袋になるなど、リニューアルされ、名称も「3R」から「PEACOCK」となった。
  - 2014年にパッケージが再び一新され、名称が「ハクキンカイロSTANDARD」に変更になると共に、袋もマジックテープ留めのフリース袋に戻った。また2015年にはスノーホワイト色のフリース袋付スタンダード、及びスタンダード本体に純金メッキを施した「PEACOCK GOLD」が2010年の限定発売以来、5年ぶりに100個限定で公式オンラインショップでそれぞれ限定販売された。また2023年12月より、創業100周年記念製品として数量限定で再販される予定[13]。2024年2月には付属の袋を別珍製の巾着タイプのものに変更した「ハクキンカイロ復刻版別珍袋」を、同年12月には「四神シリーズ」として「青龍」（真鍮めっき）「朱雀」（ローズ調金めっき）「白虎」（銅めっき）「玄武」（艶消し黒めっき）をいずれもオンラインショップにて数量限定で販売した[14][15]。
- ハクキンカイロmini（2代目）(PEACOCK mini)　／現行機種
  - 1989年に販売終了した「ハクキンカイロmini」（初代）以来、18年ぶりに復活した小型モデル。元々は1970年頃から製造されていた点火芯付A火口が採用された輸出用モデルで販売終了した「BM」及び「こはる」の後継製品として、2007年12月より現行のPEACOCK火口に換装した上で国内販売を開始[16]。専用カップ1杯半の燃料で約18時間持続。サイズはキャッシュカードと同じ。尚、発売当初は付属の袋が巾着袋タイプであったが、2014年からはパッケージが一新され、名称が「PEACOCK mini」から「ハクキンカイロmini」（2代目）に変更されると同時にフリース袋に変更された。2024年3月にはフリース袋を赤色に変更した「ハクキンカイロ リトルレッド(mini)」をオンラインショップ限定で販売開始した[17]。
- PEACOCK GIANT　／現行機種
  - 厳寒地用高温タイプで元々は輸出用モデルであったが、国内ルートでの販売を開始した。専用カップ4杯の燃料で約30時間持続。現在は公式オンラインショップのみでの販売。「PEACOCK pocket warmer #G」の名称だったが現在は「PEACOCK GIANT」になった。また1998年長野オリンピックの聖火輸送の際に本品の空気孔一つを塞ぎ、酸素吹込みのノズルを設けると言った加工が施された事により、約48時間燃焼が可能になったものが使われた。[2]

### オプション品
- ベンジン

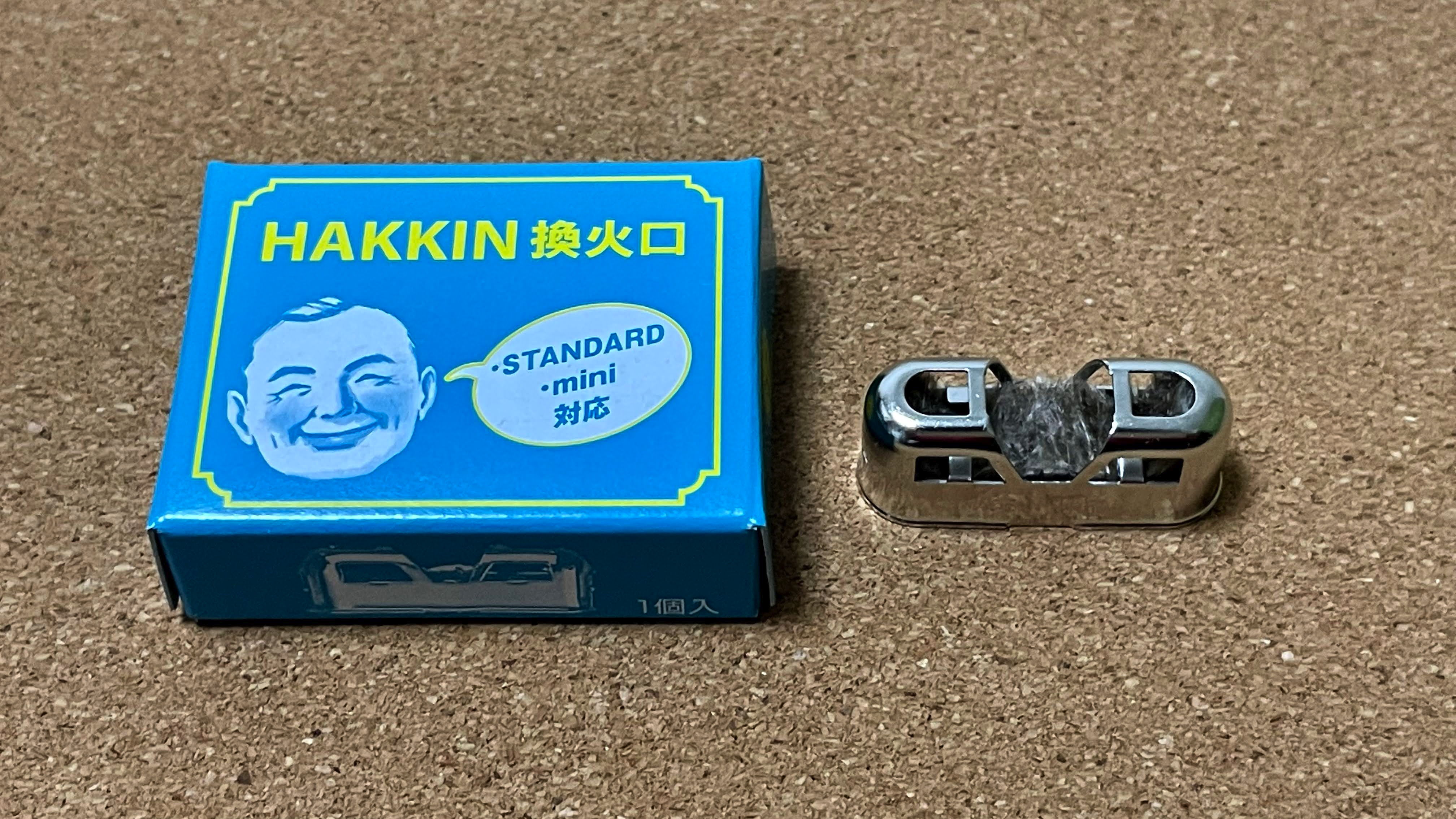
交換用の換火口

  - 通称：おじさんベンジン。1950年代から1960年代まで携帯用缶入りベンジン[注 1]、1960年代から1970年代にかけてアンプル入りベンジン[注 2]やポケット瓶型ポリエステル容器の携帯用ベンジンも製造販売されていた。80年代までは東日本・西日本で製造および販売ルートが異なっていたが、90年代になり日本鉱業→ジャパンエナジー（現:ENEOS）に移管され、2017年9月を以って生産終了。以後は指定品として、恵美須薬品化工製造のエビスベンジン及びタカビシ化学製造のNTベンジンに代替された。
- ハクキンベルト
  - 1982年発売。ハクキンカイロ2個が収納可能の腰巻用ベルトで「PEACOCK GIANT」以外のハクキンカイロで使用可能。現在は公式サイトのオンラインショップのみで販売。かつては使い捨てカイロ用も製造していたが、現在は生産を終了している。
- 取換綿
  - 本体のタンクの中に詰められた交換用の綿[注 3]。長年、綿取り出し用鍵棒が付属され、箱入り包装であったが、点火芯付きA火口が発売された1971年からは「点火芯付取換綿」に変更、また同火口が生産終了した1997年からは取り出し用鍵棒が省かれて簡易包装に変更された。1998年には点火芯付A火口の在庫完売に伴い、交換用点火芯が省かれた。「スタンダードモデル」と「ハクキンカイロS（スポーツ）」に対応。2023年1月20日には「ハクキンカイロmini」「PEACOCK mini」対応の「mini用」と「PEACOCK GIANT」対応の「GIANT用」の取換綿がそれぞれ発売された[18] [19] 。その事により、「mimi」と「GIANT」もユーザー自身で交換が可能となる。ハクキンカイロ本社でのハクキンカイロ全種類の交換綿の有償取換（取換綿代＋送料のみ、交換費は無料）も継続され、終売品で内部の構造が異なる「BM」「こはる」についても引き続き有償交換での対応となる。

### 生産完了品
- ハクキンカイロこはる
  - マットタイプのプラチナ触媒、着火確認用インジケーターを初めて採用した小型モデル。専用カップ1杯の燃料（約8cc）で約15時間持続。1983年発売。現在は販売終了。火口および取換綿は2024年7月に販売を終了した[20]。
- ハクキンカイロBM
  - 1984年発売。ライター機能付きで、点火用器具の別途用意が不要。付属の別珍袋はきんちゃく様のひも留め。専用カップ一杯の燃料で約18時間持続。部品は火口のみ終売となっており、袋やベンジンカップは公式オンラインショップで入手可能。また、1994年頃から1999年頃まで岩谷産業の子会社であるイワタニリゾートにOEM供給され「ポケット暖」[注 4]として販売された。
- ハクキンカイロPEACOCK PLATINUM（3Rプラチナム）
  - 電池式の点火器で着火する。ノーマルの3Rとは火口に違いがある。2000年10月24日発売当初、通常色より500円高価な、フューシャピンク・フォレストグリーン・ロイヤルゴールドの3色のカラーバリエーションも存在したが初期に販売終了。蓋の横に着火確認用のインジケーターがついていたが火口の性能向上を理由に2004年12月製造分から省かれた。2005年秋から#Sと同仕様の厳寒地用高温タイプに統合。2006年秋にはリニューアルされて「ハクキンカイロPEACOCK PLATINUM」になる。3R同様、パッケージなどは変わったが製品自体は特段変化がない模様。2009年9月末をもって販売終了。現在はプラチナム点火用の火口の在庫がないため、現行の火口に換装しての使用となる。また1963年頃にも「ワンタッチ火口」および「ワンタッチライター」なる同種の物がオプション品として発売されていた。
- PEACOCK pocket warmer #S
  - 厳寒地用高温タイプ。3Rと同じ大きさだが、蓋の刻印、空気孔及び火口の刻印などに違いがあった。上記のとおり現在は3Rの方が#Sと同仕様となった。
- ハクキンカイロ 
  - 1964年発売の通称・赤函。発売当初はU火口が採用されていたが、翌年（1965年）、新開発のUU（ダブルユー）火口に変更したことによるマイナーチェンジが行われた。
- ハクキンカイロA(エース)
  - 1966年発売の通称・青函。当時、新開発されたばかりの「A（エース）火口」（通称：「青函火口」）が採用されていた。1980年頃まで「普及型」として「ハクキンカイロ点火芯付A」と併売された。なお、部品である「青函火口」は2004年頃まで在庫発売された。
- ハクキンカイロS（スポーツ）
  - ハクキンカイロ45周年記念製品として、1968年から1990年頃にかけて製造販売された最高温モデル。そのため通常の使い方ではなく「ポケットでお持ちください」と箱や説明書で謳われており、サイズも通常モデルと大幅に異なっていた。また後述の通り、発売当初から「S火口」（1970年に「点火芯付A火口」に名称変更）が採用されていた。公式オンラインショップ限定で2004年に旧3R火口、2009年に現行のPEACOCK火口に換装された在庫分が販売された。現在は販売終了。
- ハクキンカイロmini（初代）
  - 1968年発売でハクキンカイロ45周年記念製品。女性や子供向けに作られたミニサイズで「A火口」（通称：「青函火口」）[21]が採用されていた。本体の形状（孔雀（穴）の数）と火口、収納袋が違う以外は基本的に現行の「ハクキンカイロmini」（2代目、旧「PEACOCK mini」）と同じ。1989年頃まで販売された後、事実上の後継製品である「PEACOCK mini」が発売されるまで「BM」及び「こはる」が代替製品となった。
- ハクキンカイロ　サンパッド
  - 1969年発売。熱伝導板が内蔵された背嚢器具に付属のカイロ本体をセットし、それを背負うことにより背中を温める「背当式強力暖房具」。付属のカイロは「S火口付きカイロ」（のちの「点火芯付Aカイロ」）の上蓋天に4つ、両サイドに2つの穴が新たに開けられた高温設計となっていた。1989年頃まで在庫販売された。（当時のハクキンカイロ価格表より）
- ハクキンカイロ点火芯付A
  - 3R登場以前に主流であったモデルで1971年から1997年にかけて製造販売。オイルライターの芯に似た「点火芯」が設けられており、この芯に点火する事で触媒加熱行程を容易にしている。元々は1968年に発売したハクキンカイロS（スポーツ）専用の「S火口」として設計されたが、1970年に「点火芯付A火口」へ名称変更された事により、翌年（1971年）に本製品が発売された。その他の機能は当時のハクキンカイロAとは大差はない。現在は販売終了。点火芯専用火口は既に製造されておらず、火口交換の際は点火芯を抜去の上、PEACOCK用火口で代用することになる。
- ハクキンカイロ帯
  - 現行の「ハクキンベルト」の前身製品。

その他、眼病治療用の眼帯型カイロ「眼炉」や「ハクキンカイロ・コンパクト型」も製造販売されていたが、詳細は不明。

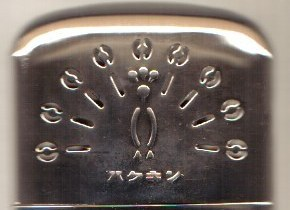
旧3R（蓋）
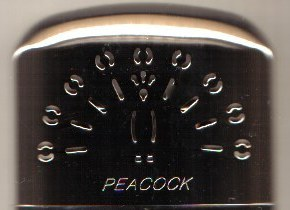
現3R（蓋）
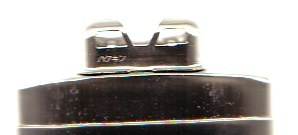
旧3R（火口）
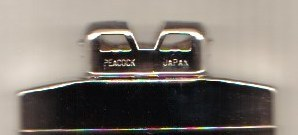
現3R（火口）

### その他
- プラチナム絹姫（入浴剤、インターネット専売）
- カイロちょっとお休み（インターネット専売、使い捨てカイロを本品に入れることによって発熱が停止され、外に出せば再び発熱を開始する仕組みの収納袋）

### その他（終売品）
- ハクキンカイロSOFT（使い捨てカイロ。貼るタイプも併売されていた。現在生産終了）
- アクアヒート（1983年発売。水で発熱し、水を補給する事で継続使用可能のハイテクカイロ。1991年頃に生産終了）
- のど飴（インターネット専売）

## CMキャラクター
テレビCMやラジオCM、新聞や雑誌広告などの出演のほか、店頭販売用のカートンケースや取扱店に備え付けの使用方法に関するパンフレット「ハクキンカイロ　ポケットガイド」の表紙を飾る役割を持っていた。
- ダーク・ダックス（1968年）
- 大橋巨泉（1971-1974年）
- 高橋圭三（1976-1978年）
- ザ・ドリフターズ（1979-1980年）
- 三橋達也（1981-1982年）
- 平山磨美（1983年）[注 6]

またCMキャラクターではないが、「ハクキンカイロ こはる」のCM（1983年放送）では常田富士男がナレーターとして出演している。